# 임예원
임예원(1980년 6월 11일 ~ )은 대한민국의 배우이다.

## 학력
- 중앙대학교 연극영화학과

## 연기 활동

### 드라마/시트콤
- 1999년 SBS 주말극장 《파도》
- 2002년 SBS 일일시트콤 《똑바로 살아라》
- 2005년 KBS2 창사특집극 《유행가가 되리》 ... 정여명 역
- 2005년 KBS2 수목드라마 《황금사과》 ... 한희영 역
- 2007년 KBS1 TV소설 《그대의 풍경》 ... 손윤주 역
- 2007년 KBS1 농촌드라마 《산 너머 남촌에는》 ... 최지애 역
- 2008년 SBS 아침연속극 《순결한 당신》 ... 서단비 역
- 2011년 JTBC 아침드라마 《여자가 두번 화장할 때》 ... 민아 역

### 영화
- 2006년 《무사안일》 ... 이슬 역
- 2008년 《4요일》 ... 이준희 역
- 2010년 《황해》 ... 교수 부인 역

## 홍보대사
- 2009년 4월 국제아동안전기구 세이프키즈코리아 홍보대사